# Klasika Primavera de 2019
A 65.ª edição da clássica ciclista Klasika Primavera (nome oficial em Euskera: Klasika Primavera de Amorebieta) foi uma carreira em Espanha que se celebrou a 14 de abril de 2019 com início e final na cidade de Amorebieta-Echano sobre um percurso de 171,6 quilómetros.
A carreira fez parte do UCI Europe Tour de 2019, dentro da categoria UCI 1.1. O vencedor foi o colombiano Carlos Betancur da Movistar seguido do também colombiano Carlos Quintero da Manzana Postobón e o espanhol Eduard Prades, colega de equipa do ganhador.

## Equipas participantes
Tomaram parte na carreira 9 equipas: 1 de categoria UCI World Team; 4 de categoria Profissional Continental; e 4 de categoria Continental. Formando assim um pelotão de 62 ciclistas dos que acabaram 50. As equipas participantes foram:
| Equipe WorldTeam- Movistar Team Equipes profissionais Continentais (4)- Manzana Postobón - Euskadi Basque Country-Murias - Caja Rural-Seguros RGA - Burgos-BH Equipes Continentais (4)- Fundación Euskadi - Guerciotti-Kiwi Atlántico - Kometa - Interpro Cycling Academy |
| |

## Classificação final
- As classificações finalizaram da seguinte forma:[3]

| \| Classificação geral \| Classificação geral \| Classificação geral \| Classificação geral \| Classificação geral \| \| Ciclista \| Ciclista \| Equipe \| Tempo \| \| \| ------------------- \| ----------------------- \| ----------------------------- \| ------------------- \| ------------------- \| \| 1. \| Carlos Alberto Betancur \| Movistar Team \| 3h57m03s \| \| \| 2. \| Carlos Quintero \| Manzana Postobón \| + 0s \| \| \| 3. \| Eduard Prades \| Movistar Team \| + 0s \| \| \| 4. \| Sergio Higuita \| Fundación Euskadi \| + 0s \| \| \| 5. \| Txomin Juaristi \| Fundación Euskadi \| + 3s \| \| \| 6. \| Mikel Bizkarra \| Euskadi Basque Country-Murias \| + 5s \| \| \| 7. \| Mikel Iturria \| Euskadi Basque Country-Murias \| + 37s \| \| \| 8. \| Carlos Barbero \| Movistar Team \| + 2m13s \| \| \| 9. \| Mario González Salas \| Euskadi Basque Country-Murias \| + 2m13s \| \| \| 10. \| Juan Felipe Osorio \| Manzana Postobón \| + 2m13s \| \| |                         |                               |          |
| |                         |                               |          |
| Fonte: ProCyclingStats |                         |                               |          |
| Classificação geral |                         |                               |          |
| Ciclista | Ciclista                | Equipe                        | Tempo    |
| 1. | Carlos Alberto Betancur | Movistar Team                 | 3h57m03s |
| 2. | Carlos Quintero         | Manzana Postobón              | + 0s     |
| 3. | Eduard Prades           | Movistar Team                 | + 0s     |
| 4. | Sergio Higuita          | Fundación Euskadi             | + 0s     |
| 5. | Txomin Juaristi         | Fundación Euskadi             | + 3s     |
| 6. | Mikel Bizkarra          | Euskadi Basque Country-Murias | + 5s     |
| 7. | Mikel Iturria           | Euskadi Basque Country-Murias | + 37s    |
| 8. | Carlos Barbero          | Movistar Team                 | + 2m13s  |
| 9. | Mario González Salas    | Euskadi Basque Country-Murias | + 2m13s  |
| 10. | Juan Felipe Osorio      | Manzana Postobón              | + 2m13s  |

## UCI World Ranking
A Klasika Primavera outorgou pontos para o UCI World Ranking para corredores das equipas nas categorias UCI World Team, Profissional Continental e Equipas Continentais. A seguinte tabela são o barómetro de pontuação e os 10 corredores que obtiveram mais pontos:
| Posição   | 1.º | 2.º | 3.º | 4.º | 5.º | 6.º | 7.º | 8.º | 9.º | 10.º | 11.º | 12.º | 13.º-15.º | 16.º-25.º |
| Pontuação | 125 | 85  | 70  | 60  | 50  | 40  | 35  | 30  | 25  | 20   | 15   | 10   | 5         | 3         |

| Classificação |                    |                               |        |
| Posição       | Ciclista           | Equipa                        | Pontos |
| ------------- | ------------------ | ----------------------------- | ------ |
| 1.º           | Carlos Betancur    | Movistar                      | 125    |
| 2.º           | Carlos Quintero    | Maçã Postobón                 | 85     |
| 3.º           | Eduard Prades      | Movistar                      | 70     |
| 4.º           | Sergio Higuita     | Fundação Euskadi              | 60     |
| 5.º           | Txomin Juaristi    | Fundação Euskadi              | 50     |
| 6.º           | Mikel Bizkarra     | Euskadi Basque Country-Murias | 40     |
| 7.º           | Mikel Iturria      | Euskadi Basque Country-Murias | 35     |
| 8.º           | Carlos Barbero     | Movistar                      | 30     |
| 9.º           | Mario González     | Euskadi Basque Country-Murias | 25     |
| 10.º          | Juan Felipe Osorio | Manzana Postobón              | 20     |